# 小野上村
小野上村（おのがみむら）は、群馬県中部、北群馬郡に存在していた村である。
2006年2月20日に渋川市、北群馬郡伊香保町、子持村、勢多郡赤城村、北橘村とともに対等合併し、新たに渋川市となった。

## 地理
吾妻川の北岸に位置する。
- 山：十二ヶ岳、小野子山
- 河川：吾妻川

### 隣接していた自治体
- 渋川市
- 沼田市
- 北群馬郡：子持村
- 吾妻郡：中之条町、東村、高山村

## 沿革
- 1889年4月1日　町村制施行に伴い、西群馬郡に小野上村が誕生。
- 1896年4月1日　西群馬郡と片岡郡が合併し、群馬郡が発足、群馬郡小野上村となる。
- 1949年10月1日　群馬郡より北群馬郡が分立し、北群馬郡小野上村となる。
- 2006年2月20日　伊香保町・子持村・渋川市および勢多郡北橘村・赤城村と合併し、新たな渋川市が発足。

## 交通

### 鉄道
- 東日本旅客鉄道
  - 吾妻線：小野上駅 - 小野上温泉駅

### 道路
- 一般国道
  - 国道353号：道の駅おのこ

### 鉄道建設をめぐる出来事
1974年、周辺の4町村とともに日本鉄道建設公団に対して役場の人件費などの補償を求めた。当時、上越新幹線のトンネル工事が最盛期にあたり、ダンプカーなどの工事車両の通行や水枯れ、農作物被害などの問題が発生。新幹線の恩恵が全く無いにもかかわらず、50人足らずの村役場の職員が対応を強いられたことなどが理由である。

## 名所・旧跡・観光スポット
- 小野上温泉

## 出身有名人
- 穂刈恒一[2] - 常盤堂雷おこし本舗元社長